# 660 Crescentia
660 Crescentia este un asteroid din centura principală, descoperit pe 8 ianuarie 1908, de Joel Metcalf.